# Quai du Condroz
Le quai du Condroz est une  artère de la ville de Liège, en Belgique, sur la rive gauche de l'Ourthe. Il va du square Gramme jusqu'au quai des Vennes. Il se trouve à proximité du pont de Fragnée et du pont de Fétinne.

## Historique
Le quai a été aménagé au début du XXe siècle lors de la rectification du cours de l'Ourthe remplaçant un méandre du Fourchu Fossé. L'autre rive est occupée par la quai des Ardennes. Ces travaux ont été entrepris dans le cadre de l'organisation de l'exposition universelle de 1905. Ce quai résidentiel est aussi un endroit estudiantin dû à la présence de deux imposants bâtiments scolaires : HELMo Gramme et l'Institut des Techniques de l'Industrie et de l'Automobile

## Odonymie
Le Condroz est une région géologique située au sud et au sud-ouest de la cité ardente.

## Architecture
Le quai possède un remarquable ensemble continu de quatorze immeubles de style Art déco situés du no 1 au no 14. Parmi ces immeubles, on trouve :
- au no 1, immeuble de coin de six niveaux (cinq étages) réalisé par Gabriel Debouny en 1935,
- au no 2, immeuble de quatre niveaux (trois étages) réalisé par Gabriel Debouny en 1935,
- au no 3, immeuble de six niveaux (cinq étages) réalisé par Louis Rahier en 1935,
- au no 4, immeuble de quatre niveaux (trois étages) réalisé par Louis Rahier,
- au no 5, immeuble de quatre niveaux (trois étages) réalisé par Gabriel Debouny en 1932,
- au no 6, immeuble de quatre niveaux (trois étages) réalisé par Gabriel Debouny en 1931,
- au no 7, immeuble de quatre niveaux (trois étages) réalisé par Gabriel Debouny en 1931,
- au no 8, immeuble de quatre niveaux (trois étages) réalisé par Gabriel Debouny en 1932,
- au no 11, immeuble de quatre niveaux (trois étages) réalisé par Gabriel Debouny en 1930,
- au no 12, immeuble de cinq niveaux (quatre étages) réalisé par de Lisle,

Deux immeubles de style moderniste se situent aux nos 17 et 20. Ils datent respectivement de 1937 (architecte L. Speder) et 1936 (architecte J. Plumier).
L'école HELMo Gramme a été réalisée en 1924 par l'architecte André Bage. Elle possède une tourelle d'angle coiffée d'un dôme.

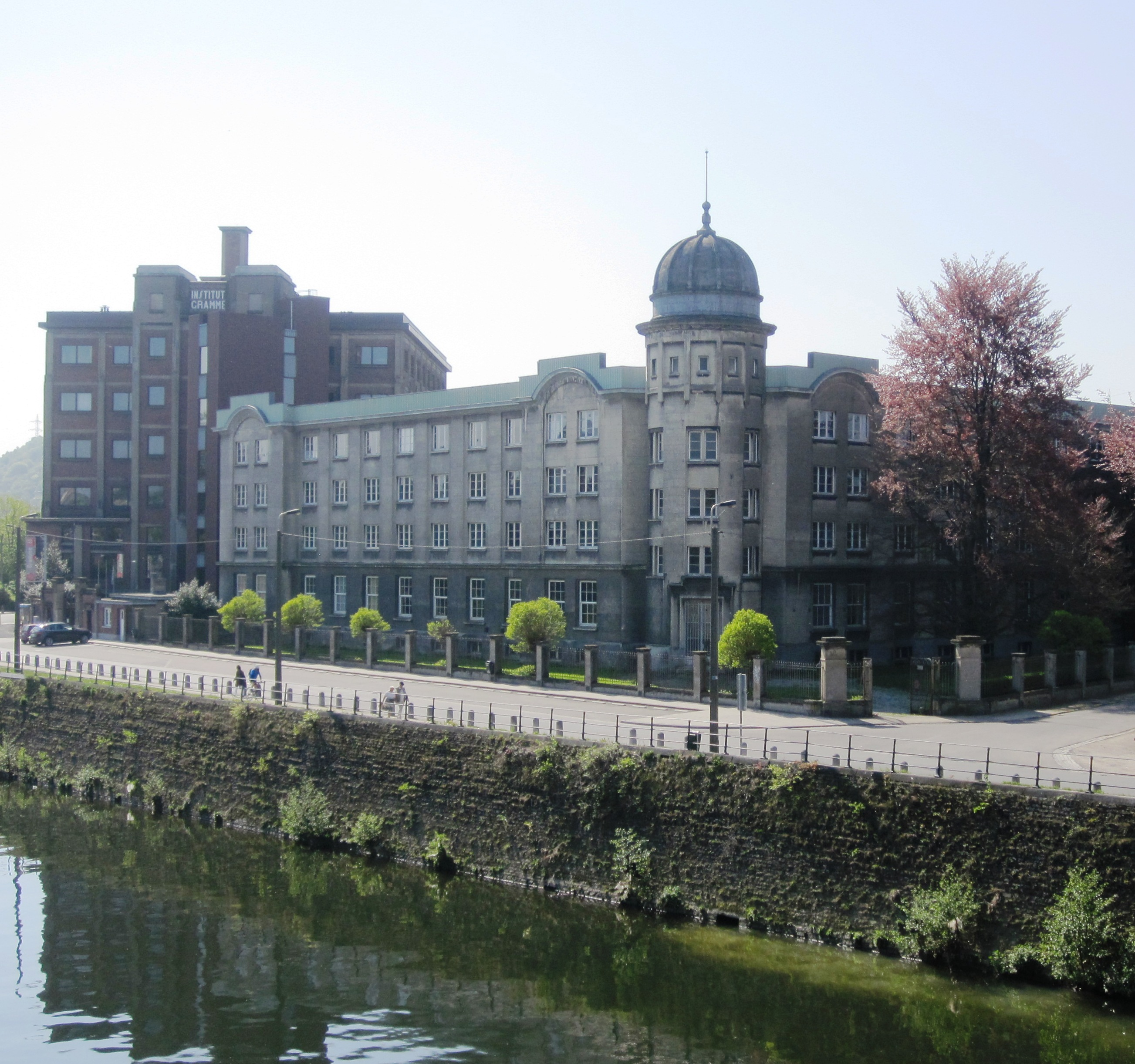
Le quai du Condroz et l'école HELMo Gramme depuis le quai des Ardennes

## Voies adjacentes
- Quai Gloesener
- Square Gramme
- Rue Pré Cala
- Rue de la Dîme
- Rue du Biez
- Pont de Namur (ferroviaire et passerelle)
- Rue Joseph Marcotty
- Quai des Vennes